# YUUKI SANO
YUUKI SANO（ユウキ サノ、1993年3月22日 - ）は、日本の作詞作曲家、ボーカリスト。UNIONEのメンバー。静岡県富士市出身。

## 経歴
- 2016年 - ボーカルユニット「UNIONE」としてSME Recordsよりメジャー・デビュー。
- 2017年 - 第59回 輝く!日本レコード大賞、新人賞を受賞。
- 2017・2018年度 - 「ジュビロ磐田」シーズンタイアップアーティストに就任。
- 2019年 - 映画「コードギアス 復活のルルーシュ」エンディング主題歌『リバイブ』をリリース。
- 2022年 - UNIONE 無期限活動休止を発表。作家名義をYUUKI SANOとし、本格的に作詞・作曲活動を開始。
- 2023年 - 株式会社KIMONOに所属。

## 提供作品
- NGT48
  - 「あのさ、いや別に...」（共作曲）
- &TEAM
  - 「君にカエル(Maybe)」（共作詞・共作曲）
  - 「illumination」（共作詞・共作曲）
  - 「三日月の願い」（共作詞・共作曲）
- COLOR CREATION
  - 「あの日の君に」（共作詞・共作曲）
- ゴスペラーズ
  - 「Mi Amorcito」（共作詞・共作曲）
- PSYCHIC FEVER from EXILE TRIBE
  - 「Pinky Swear」（共作曲）ドラマ『好きなオトコと別れたい』エンディングテーマ
  - 「Better Days」（共作曲）TVアニメ『青のミブロ』劇版楽曲
- スピラ・スピカ
  - 「最響未来ファンファーレ」（共作曲）2023年度ジュビロ磐田シーズンタイアップソング
  - 「FIRE SPIRIT」（共作曲）2024年度ジュビロ磐田シーズンタイアップソング
- FANTASTICS from EXILE TRIBE
  - 「Yellow Yellow」（共作曲）映画『 矢野くんの普通の日々 』主題歌
  - 「いつも隣で」（共作詩・共作曲）映画『隣のステラ』主題歌
- ラトゥラトゥ（タケヤキ翔）
  - 「クリスマスガール」（共作詞）
- ONEUS
  - 「キセキ」（作曲）
- チカ・ヨウ・カナン（ラブライブ！ 幻日のヨハネ -SUNSHINE in the MIRROR-）
  - 「Special Holidays」（作曲）

### STARTO ENTERTAINMENT関連
- Hey!Say!JUMP
  - 「恋をするんだ」（作詞・共作曲）ドラマ『俺の可愛いはもうすぐ消費期限!?』主題歌
  - 「DEAR MY LOVER」（作詞・共作曲）ドラマ『王様に捧ぐ薬指』主題歌
  - 「ウラオモテ」（作詞・共作曲）ドラマ『 親愛なる僕へ殺意を込めて』主題歌
  - 「Evans Knot」（共作詞・共作曲）
  - 「リズム」（共作詞・共作曲）
  - 「encore」（作詞・共作曲）ドラマ『パラレル夫婦 死んだ"僕と妻"の真実』主題歌

- Ryosuke Yamada
  - 「Please! Please! Please!」（共作詞・共作曲）
  - 「Bloomin'」（共作詞・共作曲）
  - 「出ていってよ」（作詞・共作曲）
  - 「花のように」（共作詞・共作曲）ドラマ『ダメマネ！ -ダメなタレント、マネジメントします-』挿入歌

- King & Prince
  - 「Lovin' you」（共作詞・共作曲）コーセーコスメポート『ジュレームiP』CMソング
  - 「僕の好きな人」（共作詞・共作曲）平野紫耀・髙橋海人・岸優太ユニット曲
  - 「君とメリークリスマス」（作詞・共作曲）『 セブンイレブン × King & Prince（ケーキ篇）』CMソング
  - 「きみいろ」（共作詞・作曲）永瀬廉ソロ曲

- SixTONES
  - 「Good Luck!」（作詞・共作曲）ドラマ『最初はパー』主題歌
  - 「ふたり」（共作詞・共作曲）ドラマ『束の間の一花』主題歌
  - 「Tu-tu-lu」（共作詞・共作曲・共編曲）
  - 「アンセム」（共作詞・共作曲）
  - 「You are the only one」（作詞・共作曲）ジェシー・京本大我ユニット曲

- Snow Man
  - 「Movin' up」（作詞）

- なにわ男子
  - 「Melody」（共作詞・共作曲）
  - 「ありふれた恋じゃ、もう満たされない」（作詞・共作曲）
  - 「Girlfriend」（共作詞・共作曲）
  - 「Devil or Angel」（作詞・共作曲） 道枝駿佑・高橋恭平ユニット曲

- Travis Japan
  - 「Tokyo Crazy Night」（共作詞・共作曲）ドラマ『トーキョーカモフラージュアワー』主題歌

- ACEes
  - 「PROLOGUE」（作詞・共作曲）

- HiHi Jets
  - 「となり」（作詞・共作曲）ドラマ『君が死ぬまであと100日』主題歌

### 自らの音楽活動
- UNIONE
  - 「よろこび」（共作詞・共作曲）
  - 「Higher」（共作詞・共作曲）2018年度ジュビロ磐田シーズンタイアップソング
  - 「Smile」（共作詞・共作曲）
  - 「青色ユニゾン」（共作詞・共作曲）